# Tulung Harapan (Semendawai Timur)
Tulung Harapan is een bestuurslaag in het regentschap Ogan Komering Ulu van de provincie Zuid-Sumatra, Indonesië. Tulung Harapan telt 2275 inwoners (volkstelling 2010).